# Breckenheim
Breckenheim est un quartier de la ville de Wiesbaden en Allemagne.